# 圖書編譯局
圖書編譯局（IPA讀音：/ˈbalai pusˈtaka/；原拼作Balai Poestaka），印度尼西亞（印尼）的國營出版社，總部位於雅加達，曾出版《錯誤的教育》、《西蒂·努爾巴雅》、《揚帆》等主要的印尼文學作品。
圖書編譯局創立於1917年，原名民間讀物管理委員會，曾經是荷蘭殖民政府控制土著社會資訊流通的機構。其擁有權曾經在獨立戰爭期間兩次易手，最終在1949年交由印尼政府接管。這個機構幾乎在2011年面臨清盤的命運。

## 歷史
荷蘭殖民政府在1908年9月14日設立土著學校和民間讀物管理委員會（Commissie voor de Inlandsche School en Volkslectuur），後簡稱為民間讀物管理委員會（Commissie voor de Volkslectuur）；和至善社一樣，這個組織的宗旨是為土著提供正規教育。
當時東印度群島設有多家享有言論自由的出版社，發表以巴剎馬來文或華人馬來文撰寫的作品。殖民政府一方面無法控制這些作品，另一方面則認為這些作品有傷風化。為了提供「適合土著閱讀的讀物」，委員會先在1917年改為正規機構，改稱民間讀物事務處（Kantoor voor de Volklectuur），又於1918年改稱圖書編譯局。

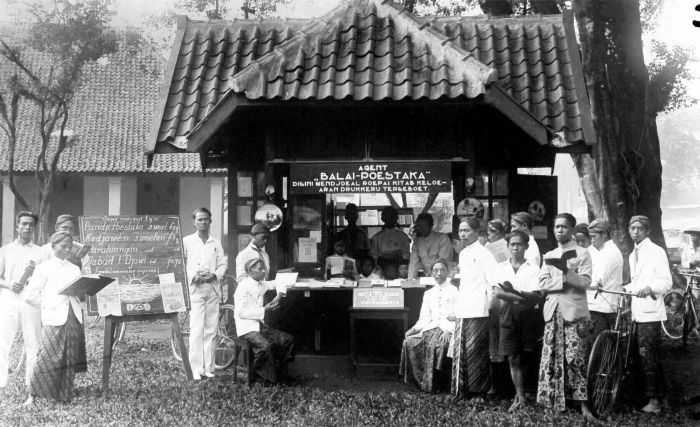
圖書編譯局在普禾加多設立的圖書站（年份不明）

起初圖書編譯局出版的書籍是《湯姆歷險記》、《最後的摩根戰士》、《苦兒流浪記》等西方暢銷小說的馬來文翻譯本，以及《心靈慰藉》（Penghibur Hati）這些原創的馬來文短篇小說。圖書編譯局在1920年刊印小說《多災多難》，開始出版原創的長篇小說。
這時候圖書編譯局奉行嚴格的審查政策，禁止《錯誤的教育》這種作品出版，除非作者修改原稿，迎合圖書編譯局的要求。圖書編譯局還要求作者如果要發表馬來文作品，就一定要使用官方馬來文；結果為圖書編譯局撰寫作品的蘇門答臘作家多得不成比例。
圖書編譯局的控制權曾經在第二次世界大戰和印尼獨立戰爭期間發生三次變動。1942年荷蘭殖民政府投降後，日本人把圖書編譯局的控制權移交給土著。後來荷蘭人在1947年重奪圖書編譯局的控制權，直至1949年荷蘭正式承認印尼獨立之後才歸還給土著。
印尼獨立後，圖書編譯局成為國營出版社，除了出版圖書，還負責編印初中考試、高中考試和職業學校考試的試卷。這個機構幾乎在2011年因為營業表現不佳面臨清盤的命運。

## 題材、影響及評價
圖書編譯局時期的文學作品經常觸及的題材包括包辦婚姻、新舊世代之爭、以及西方文化和傳統觀念的衝突。這些作品的用詞是統一的，不受作者的寫作習慣影響。
圖書編譯局創立初期（從1920年《多災多難》問世開始，到1933年《新作家》創刊為止）是現代印尼文學的第一個成長時期，稱為圖書編譯局時期（Angkatan Balai Pustaka），當時主要的作家則合稱20年代派（Angkatan 20）。另外，研究印尼文學的研究員和文學評論家一般認為圖書編譯局的成立和《多災多難》的問世是現代印尼小說史的開端。有的評論家（例如H·B·耶辛）甚至認為《多災多難》為現代印尼文學史揭開序幕。
荷蘭殖民時期圖書編譯局推行的語文政策和審查政策為人詬病，左派文學評論家巴格里·西里格爾批評圖書編譯局強迫作家使用標準馬來文寫作的做法等於利用「語言政治，⋯⋯挑撥種族關係，分化印尼人民。」

## 作品選集
| 年份   | 標題                                  | 原文標題                             | 作者                     |
| ------ | ------------------------------------- | ------------------------------------ | ------------------------ |
| 1920年 | 《多災多難》                          | Azab dan Sengsara                    | 麥拉里·西里格爾          |
| 1922   | 《黑暗過去光明到來》                  | Habis Gelap Terbitlah Terang         | 卡蒂妮                   |
| 1922   | 《西蒂·努爾巴雅：得不到的愛》         | Sitti Nurbaya: Kasih Tak Sampai      | 馬拉·魯斯里              |
| 1928   | 《錯誤的教育》                        | Salah Asuhan                         | 阿卜杜爾·穆伊斯          |
| 1928   | 《錯誤的選擇》                        | Salah Pilih                          | 努爾·蘇丹·伊斯干達       |
| 1936   | 《揚帆》                              | Layar Terkembang                     | 蘇丹·達迪爾·阿里夏巴納   |
| 1948   | 《從阿芙·瑪麗亞到通往羅馬的另一條路》 | Dari Ave Maria ke Jalan Lain ke Roma | 伊德魯斯                 |
| 1949   | 《無神論者》                          | Atheis                               | 阿赫迪亞特·卡爾達·米哈查 |

## 備註
1. ↑  原文：「... Politik bahasa ... dititikberatkan pada usaha mengobar-obarkan perasaan kesukuan.」
2. ↑  書信集，原文為荷蘭文，題為Door Duisternis tot Licht，馬來文版由爾敏·巴奈翻譯。
3. ↑  短篇小說集。

## 腳註
1. 1 2  Veda, Titania. "Reviving a Nation's Literary Heritage （页面存档备份，存于）." Jakarta Globe 12 June 2009.
2. 1 2  Hajra , Andi. "Two State-owned firms face liquidation （页面存档备份，存于）." Jakarta Post. 29 October 2010.
3. 1 2  Siregar 1964，第36頁.
4. ↑  
Teeuw, A. "The Impact of Balai Pustaka on Modern Indonesian Literature". Bulletin of the School of Oriental and African Studies, University of London. Vol. 35, No. 1 (1972), pp. 111–127
5. 1 2 3 4  M. Balfas. "Modern Indonesian Literature in Brief （页面存档备份，存于）" in L. F. Brakel (ed.) Handbuch Der Orientalistik. E. J. Brill: Leiden, Netherlands. p. 51.
6. ↑  Siregar 1964，第32頁.
7. ↑  Foulcher 2005.
8. ↑  Siregar 1964，第34頁.
9. ↑  "National Exam Printer Taking No Risks with Leakage （页面存档备份，存于）. Jakarta Globe. 17 April 2011.
10. ↑  Siregar 1964，第39–49頁.
11. ↑  Siregar 1964，第37頁.
12. ↑  Chambert-Loir, Henri. "'Angkatan 66' Une 'Nouvelle Vague'? （页面存档备份，存于）" Archipel. Volume 1, 1971. pp. 89–95. (French)
13. ↑  Siregar 1964，第39–38頁.

## 外部連結
- 官方网站 （印尼文）